# Juan Chacón Corona
Juan Chacón Corona; (Lampa, 9 de octubre de 1896 - Temuco, 15 de febrero de 1965) fue un  obrero salitrero y líder comunista chileno. 
Hijo de Francisco Chacón y Luciana Corona. Se casó con Aída Silva Ahumada. Estudió en los cursos nocturnos de la Universidad Valentín Letelier. Trabajó en las salitreras (1917) Después se desempeñó como empleado de las Cristalerías Nacionales; fue obrero calificado en la industria del vidrio (1918). Contratista en la empresa constructora The Foundation Company (1929). Presidente ejecutivo y vicepresidente del Instituto de Economía Agrícola (1946-1947).
Militó en el Partido Comunista desde su fundación; perteneció al Comité Central del partido desde 1921. En 1936 fue candidato a Diputado por Talca, pero fue derrotado.
Fue elegido Diputado por la 6ª agrupación departamental de Valparaíso y Quillota (1941-1945), miembro de la comisión permanente de Constitución, Legislación y Justicia.